# Леовігілдо Жуніор
Леовігілдо Жуніор Рейс Родрігес (порт.-браз. Leovigildo Júnior Reis Rodrigues; нар. 26 грудня 1995, Сантана-ді-Катагуазіс, Бразилія), більш відомий як Жунінью  (порт.-браз. Juninho) — бразильський футболіст, лівий захисник «Зорі» (Луганськ).

## Життєпис

### Бразилія
Народився в місті Катагуазес. З 2013 року грав за «Метрополітано». У дорослому футболі дебютував 9 лютого 2014 року в програному (0:2) виїзному поєдинку 5-го туру Серії A1 Ліги Катаріненсе проти «Шапекоенсе». Жуніньйо вийшов на поле в стартовому складі та відіграв увесь матч. У Серії D (четвертий дивізіон чемпіонату Бразилії) дебютував 20 липня 2014 року в переможному (3:2) домашньому поєдинку 1-го туру проти «Боавішти». Леовігілдо вийшов на поле на 77-й хвилині, замінивши Алессандро. Першим голом у дорослому футболі відзначився 29 серпня 2015 року на 77-й хвилині переможного (1:0) виїзного поєдинку Серії D проти «Вольти-Редонди». Жуніньйо вийшов на поле в стартовому складі та відіграв увесь матч. У команді виступав до кінця весни 2017 року, за цей час у Серії С та Серії D зіграв 11 матчів (1 гол), 46 матчів (1 гол) у Серії A1 Ліги Катаріненсе. Влітку 2017 року підсилив «Тупі». У складі команди виступав у Серії C (третій дивізіон чемпіонату Бразилії), де зіграв 5 матчів. Наступний рік розпочав у складі «Салгейру», де виступав переважно в Серії A1 Ліги Пернамбукано (10 матчів), також грав у Лізі Нордесте (4 матчі) та Серії C (1 поєдинок).

### Македонія
Напередодні почавтку сезону 2018/19 років виїхав до Європи, де уклав договір з македонським «Гьорче Петров». У футболці нового клубу дебютував 12 серпня 2018 року в програному (1:2) виїзному поєдинку Першої ліги проти «Академії Пандєва». Жуніньйо вийшов на поле в стартовому складі та відіграв увесь матч. У Першій лізі Македонії зіграв 18 матчів, ще 2 поєдинки провів у кубку Македонії.
Під час зимової перерви сезону 2018/19 років перейшов у «Вардар». У столичній команді дебютував 14 березня 2019 року в нічийному (0:0) домашньому поєдинку 28-го туру Першої ліги проти «Шкендії». Леовігілдо вийшов на поле в стартовому складі та відіграв увесь матч. Дебютним голом за «Вардар» відзначився 20 квітня 2019 року на 50-й хвилині переможного (2:0) домашнього поєдинку 29-го туру Першої ліги проти «Ренови». Жуніньйо вийшов на поле в стартовому складі та відіграв увесь матч. У другій половині сезону 2018/19 зіграв 16 матчів у Першій лізі, в якій відзначився 3-а голами. Наступного сезону продовжував залишатися одним з провідних гравців команди, зіграв 21 матч в Першій лізі, в яких відзначився 5-а голами та 6-а гольовими передачами. Також став другим найкращим бомбардиром команди.

### «Зоря» (Луганськ)
28 липня 2020 року підписав 2-річний контракт з «Зорею». У новій команді отримав футболку з 6-м ігровим номером, де провів півтора роки. За цей час бразилець зіграв 31 матчі у складі «чорно-білих» в усіх турнірах, забивши один гол та віддавши дві результативні передачі, а після початку повномасштабної фази російсько-української війни скористався Annexe 7 ФІФА та поїхав на Кіпр, де виступав за «Пафос».
Влітку 2023 року Жуніньйо залишив «Пафос», але в «Зорю» не повернувся й фактично залишався без клубу до кінця року, поки на початку 2024 року не підписав новий трирічний контракт із «Зорею».

## Досягнення
«Метрополітано»
- Кубок штату Санта-Катаріна
  -  Фіналіст (1): 2013

«Вардар»
- Перша ліга Македонії
  -  Срібний призер (1): 2018/19